# Loos Memorial
Loos Memorial is een oorlogsmonument gelegen in de Franse gemeente Loos-en-Gohelle. Het monument bevindt zich binnen de Commonwealth begraafplaats Dud Corner Cemetery. Het werd ontworpen door Herbert Baker en verrijkt met sculpturen van Charles Wheeler. De begraafplaats en het monument worden door de Commonwealth War Graves Commission onderhouden. Het monument werd op 4 augustus 1930 door luitenant-generaal Nevil Macready onthuld.
Het monument herdenkt 20.616 Britse soldaten uit de Eerste Wereldoorlog die geen gekend graf hebben en sneuvelden aan dit deel van het front dat toegewezen was aan het First Army. Deze sector liep van de Leie tot de zuidelijke grens van hun actieterrein ten oosten en ten westen van Grenay. De meeste slachtoffers vielen bij de Slag om Loos in 1915 en de strijd om de Vimy heuvelrug in 1917. Doordat de beide frontlijnen vanaf 1915 bijna onveranderlijk bleven kon men de vele slachtoffers die in het niemandsland achterbleven niet meer bergen. Ook deze van latere gevechten die men voerde als afleidingsmanoeuvre voor de belangrijkste veldslagen aan de Somme en in de Westhoek bleven onaangeroerd liggen. De meeste doden konden dan ook bij de opruiming van het slagveld in 1919, mede door het totaal kapotgeschoten terrein, niet meer gevonden worden. Ook bij het geallieerde eindoffensief in 1918 waren heel wat vermiste slachtoffers te betreuren. Hun namen staan gebeiteld op de panelen aan de muren langs beide zijden van de begraafplaats. Aan de achterste zijde van het terrein zijn de panelen aangebracht in drie cirkelvormige en twee halfcirkelvormige ruimtes.

## Namen
Er worden drie dragers van het Victoria Cross (VC) vermeld:
- George Peachment, schutter bij het 2nd Bn. King's Royal Rifle Corps. Hij sneuvelde op 18-jarige leeftijd op 25 september 1915.
- Angus Falcolner Douglas-Hamilton, luitenant-kolonel en  commandant bij het 6th Bn. Cameron Highlanders. Hij was 52 toen hij sneuvelde op 26 september 1915.
- Frank Bernard Wearne, onderluitenant bij het 3rd Bn. Attached 10th Bn. Essex Regiment. Hij overleed aan zijn verwondingen op 28 juni 1917 en was 23 jaar oud.

Twee soldaten werden wegens desertie gefusilleerd:
- William Bowerman, van het 1st Bn. Queen's (Royal West Surrey Regiment, op 24 maart 1917. Hij was 38 jaar.
- Thomas Foulkes, van het 1st/10th Bn. Manchester Regiment, op 21 november 1917. Hij was 21 jaar.[1]

Twee vermisten die werden teruggevonden en definitief begraven.
- John Kipling, zoon van Nobelprijswinnaar Rudyard Kipling. Geïdentificeerd in 1992 en begraven in St. Mary's A.D.S. Cemetery.
- Fergus Bowes-Lyon, broer van de Britse Koningin Elisabeth Elisabeth (ook wel koningin-moeder genoemd). Zijn oorspronkelijke begraafplaats werd in 2011 gelokaliseerd in Quarry Cemetery (Vermelles) en hij wordt daar herdacht met een Special Memorial.[2]